# بوبي كالدويل
بوبي كالدويل (بالإنجليزية: Bobby Caldwell)‏ هو ملحن وموسيقي أمريكي، ولد في 1951 في فلوريدا في الولايات المتحدة.

## وصلات خارجية
- بوبي كالدويل على موقع ميوزك برينز (الإنجليزية)
- بوبي كالدويل على موقع أول ميوزيك (الإنجليزية)
- بوبي كالدويل على موقع ديسكوغز (الإنجليزية)